# Fuentes de Nava (kommunhuvudort)
Fuentes de Nava är en kommunhuvudort i Spanien.   Den ligger i provinsen Provincia de Palencia och regionen Kastilien och Leon, i den norra delen av landet, 210 km norr om huvudstaden Madrid. Fuentes de Nava ligger 758 meter över havet och antalet invånare är 767.
Terrängen runt Fuentes de Nava är platt. Runt Fuentes de Nava är det glesbefolkat, med 10 invånare per kvadratkilometer. Närmaste större samhälle är Paredes de Nava, 10,8 km nordost om Fuentes de Nava. Trakten runt Fuentes de Nava består till största delen av jordbruksmark.